# Val Valentin
Val Valentin, rodným jménem Luis Pastor Valentin (6. ledna 1920, Portoriko – 24. března 1999, Reno, Nevada) byl portorický zvukový inženýr. 
Svou kariéru zahájil počátkem padesátých let a věnoval se převážně jazzové hudbě. Spolupracoval s desítkami hudebníků, mezi které patří například Art Tatum, Lester Young, Oscar Peterson, Lalo Schifrin, Marty Paich nebo Red Mitchell. Přestože jeho hlavním oborem byl jazz, podílel se také na nahrávání alb rockových hudebníků. Do této kategorie patří například Freak Out! (1966) a Absolutely Free (1967) od Franky Zappy a jeho skupiny The Mothers of Invention nebo album The Velvet Underground od stejnojmenné skupiny. Zemřel v roce 1999 ve věku devětasedmdesáti let.